# ISTAF Berlin 2018
L'ISTAF Berlin 2018 è stata la 77ª edizione dell'annuale meeting di atletica leggera; le competizioni hanno avuto luogo all'Olympiastadion di Berlino, il 2 settembre 2018. Il meeting è stato l'ottava tappa del circuito World Challenge 2018.

## Risultati[1]

### Uomini
| Specialità             |                   | Prestazione | 2º classificato    | Prestazione | 3º classificato         | Prestazione |
| 100 m                  | Tyquendo Tracey   | 10"05       | Alonso Edward      | 10"08       | Isiah Young             | 10"15       |
| 1500 m                 | Timothy Cheruiyot | 3'32"37     | Ferguson Rotich    | 3'33"21     | Ismael Debjani          | 3'34"40     |
| 110 m ostacoli         | Orlando Ortega    | 13"15       | Freddie Crittenden | 13"31       | Pascal Martinot-Lagarde | 13"38       |
| Salto in alto          | Maksim Nedasekaŭ  | 2,30 m      | Mateusz Przybylko  | 2,28 m      | Eike Onnen              | 2,24 m      |
| Lancio del disco       | Christoph Harting | 65,67 m     | Robert Harting     | 64,95 m     | Martin Wierig           | 63,67 m     |
| Lancio del giavellotto | Thomas Röhler     | 86,50 m     | Julian Weber       | 85,54 m     | Andreas Hofmann         | 85,09 m     |

### Donne
| Specialità             |                     | Prestazione | 2º classificata             | Prestazione | 3º classificata         | Prestazione |
| 100 m                  | Marie-Josée Ta Lou  | 11"08       | Michelle-Lee Ahye           | 11"13       | Gina Lückenkemper       | 11"18       |
| 1000 m                 | Caster Semenya      | 2'30"70     | Halimah Nakaayi             | 2'34"88     | Nelly Jepkosgei         | 2'35"30     |
| Miglio                 | Marta Pen           | 4'22"45     | Kate Grace                  | 4'23"23     | Konstanze Klosterhalfen | 4'24"27     |
| 3000 m siepi           | Colleen Quigley     | 9'10"27     | Daisy Jepkemei              | 9'14"66     | Genevieve LaCaze        | 9'23"69     |
| 100 m ostacoli         | Christina Manning   | 12"72       | Pamela Dutkiewicz           | 12"73       | Cindy Roleder           | 12"77       |
| Salto in lungo         | Brooke Stratton     | 6,71 m      | Anastasija Mirončyk-Ivanova | 6,65 m      | Malaika Mihambo         | 6,63 m      |
| Salto triplo           | Kimberly Williams   | 14,40 m     | Paraskeuī Papachristou      | 14,25 m     | Neele Eckhardt          | 14,04 m     |
| Getto del peso         | Christina Schwanitz | 19,25 m     | Paulina Guba                | 18,58 m     | Sara Gambetta           | 18,43 m     |
| Lancio del giavellotto | Kelsey-Lee Roberts  | 62,70 m     | Christin Hussong            | 61,51 m     | Nikola Ogrodníková      | 60,35 m     |